# Пакопампа
6°20′02″ пд. ш. 79°00′47″ зх. д. / 6.33389° пд. ш. 79.0131° зх. д.
Пакопампа (Paqu pampa) — археологічна пам'ятка в гірській області північного Перу, що існувала в Ранній формативний період з 1200 до 100 року до н. е. Поділяється на 3 фази, основна частина приходиться на культури Чавін й Кахамарка.

## Назва
З мови кечуа перекладається як «Рівнина, де пасуться альпаки».

## Розташування
Знаходиться в селі Pacopampa на висоті 2140 м над рівнем моря в районі Керокото провінції Чота, регіону Кахамарк, на відстані 3 км на південний схід від іншого церемоніального центру Панданче.

## Історія
Було основним церемоніальним центром, заснованим бл. 1200 року до н. е. (хоча деякі вчені вважають, що люди тут з'явилися бл. 2500 року до н. е.) Храмовий комплекс складався з висхідних терас, сама верхня з яких вважається священною і ексклюзивною. В його околицях знайдено близько 20 археологічних місць.
Історія Пакопампи поділяють на 3 фази: власне Пакопампа (Пакопампа I) — 1200—900 року до н. е. (поява перших будівель, заснування міста); Пакопампа-Чавін (Пакопампа II) — 900—500 роки до н. е. (вплив культури Чавін); Пакопампа-Кахамарка (Пакопампа III) — 500—100 роки до н. е. (вплив культури Кахамарка).

## Опис
Складається насамперед з 3 платформ, що перетинають одна одну, побудованих на пагорбі. Усі будови, що були знайдені, були повернені на схід. Загалом має форму зрізаної піраміди. Загальна площа становить 600×200 м, заввишки 35 м. На поверх ведуть сходи, які складають з вирізаного і відполірованого великого каміння.
Досліджено низку внутрішніх галерей, коридорів, вентиляційних каналів і каналів для дренажу. Розкопано рештки колон, карниз з різьбленим високим рельєфом, різні скульптури змій, пов'язані з архітектурою поселення.
Виявлено зброю і кам'яні знаряддя, кераміку, дрібні кістки з різьбленням та камінь з символічними мотивами, що відповідають основам культури чавінців. Є підтвердженням вплив цієї культури, що стала основною на тривалий час.
На території є численні кам'яні скульптури із зображенням божества з культури Чавін (його називають котічий бог). Є поєднання людської статури з обличчям або ротом й очима кота. Крім того, також виявлено скульптурні поєднання людини, птаха й кішки (напевне ягуара).
Знайдено гробницю жінки, що мешкала бл. 900 року до н. е. Поховання має форму черевика. Вона добре збереглася від пограбувань мародерів й отримала назву від вчених Пані з Пакопампи. Жінка за життя була 1.55 м, померла у віці 30 або 40 років. У неї було штучно деформований череп, вона була похована з багатими інвентарем, складених з золотими сережки, керамічними горщиками і намиста з мушель.
Виявлено гробницю з решткам двох осіб, які жили бл. 600 року до н. е. Захоронення разом з ними речами свідчать, що це були важливі члени чавінського суспільства. Одну з них було поховано з керамічним посудиною, який зображує істоту з тілом змії і головою ягуара (вважалося, що ці тварини володіли надприродними здібностями, які можуть передаватися жрецям). Змії вважалися жителями підземного світу, а ягуари — певним мостом між землею і небом. Інша людина була похована з намистом із золотих порожнистих сфер і металевими речами з хвилястими лініями, що зображують рух змій. Також в похованні поряд черепами були безладно розпорошені різнокольорові мінерали: червона кіновар, зелений малахіт, темно-коричневий гематит, блискучий чорний магнетит, білий кальцит й синій азурит.

## Дослідження
Перші розкопки у 1930-х роках здійснив відомий перуанський вчений Рафаель Ларко Хойл. Знайдені артефакти з вапняку він відправив до міста Трухільйо. Також здійснено короткий опис пам'ятки, висунуто гіпотезу щодо її зв'язку з культурою Чавін.
Після цього тривалий час не відбувалися розкопки, в результаті чого Пакопампа опинилася під загрозою зникнення. У 1966 році Пабло Макера розпочав рух за збереження цієї пам'ятки. У 1970 році доктор Еміліо Чой викупив землі на площі Пакопампи й подарував її університету Сан-Маркос. З цього моменту вчені останнього займаються тут дослідженнями.
У 1970 році розкопки очолювали Еміліо Розесом та Рут Шеді. Саме вони виявили першу фазу існування цієї пам'ятки. У 1976 році нові дослідження здійснювала Роза Фунг Пінеда.
З 2005 року розкопки проводяться японськими науковцями Національного музею етнології та перуанські — з університету Сан-Маркос (Перу) під загальним керівництвом Юдзі Секі та Даніеля Моралеса.